# Championnat du monde d'échecs 1934

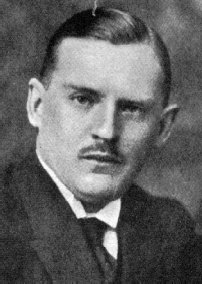

Le Championnat du monde d'échecs 1934 a vu s'affronter le tenant du titre, Alexandre Alekhine, et Efim Bogoljubov du 1er avril et 14 juin 1934 dans différentes villes d’Allemagne (Baden-Baden, Villingen, Fribourg-en-Brisgau, Pforzheim, Stuttgart, Munich, Bayreuth, Bad Kissingen, Nuremberg, Karlsruhe, Mannheim et Berlin). Alekhine a conservé son titre à l'issue du match.

## Résultats
Le premier joueur a remporter six victoires et un score supérieur à 15 était déclaré champion.
|                    | 1 | 2 | 3 | 4 | 5 | 6 | 7 | 8 | 9 | 10 | 11 | 12 | 13 | 14 | 15 | 16 | 17 | 18 | 19 | 20 | 21 | 22 | 23 | 24 | 25 | 26 | Victoires | Points |
| ------------------ | - | - | - | - | - | - | - | - | - | -- | -- | -- | -- | -- | -- | -- | -- | -- | -- | -- | -- | -- | -- | -- | -- | -- | --------- | ------ |
| Efim Bogoljubov    | ½ | 0 | ½ | 0 | ½ | ½ | ½ | ½ | 1 | 0  | ½  | ½  | ½  | ½  | ½  | ½  | 0  | 0  | ½  | ½  | 0  | ½  | 1  | 1  | 0  | ½  | 3         | 10½    |
| Alexandre Alekhine | ½ | 1 | ½ | 1 | ½ | ½ | ½ | ½ | 0 | 1  | ½  | ½  | ½  | ½  | ½  | 1  | 1  | ½  | ½  | ½  | 1  | ½  | 0  | 0  | 1  | ½  | 8         | 15½    |